# Zwieriewo (Kraj Permski)
Zwieriewo (ros. Зверево) – wieś (sieło) w Rosji, w Kraju Permskim, w rejonie czernuszyńskim. W 2010 liczyła 518 mieszkańców.